# Monte Stoanamandl
Il Monte Stoanamandl è un monte delle Alpi Orientali, più precisamente dei Monti di Fundres, alto 2118 m  e situato presso la località Jochtal posta tra la valle di Valles e il paese di Spinga. 

## Descrizione
La vetta è un punto panoramico, con piattaforma indicante i nomi delle montagne. Viene organizzata un'escursione in cui si sale su questo monte per vedere l'alba.
Esistono diverse possibilità per raggiungere la vetta da cui si gode una visione a 360 gradi.
- dal parcheggio Wetterkreuz sopra a Spinga:
  - seguendo il sentiero n. 9 e a metà deviare prendendo il n.1, in 2,5 ore;
  - seguendo il sentiero n. 9 e solo verso la fine il n. 1B, in 2,5 ore;
- Dalla stazione a monte della cabinovia che parte da Valles, seguendo il sentiero n. 11 e il n. 1A, in 40 minuti.

## Accesso alla vetta
Grazie alla cabinovia che porta da valle a 2006 metri è facilmente raggiungibile e la zona è circondata da parecchie malghe e punti di ristoro.

## Strutture ricettive
- Malga Anratter